# Résultats électoraux de Verdun
Les résultats électoraux de Verdun, dans les tableaux ci-dessous, présentent les résultats des élections depuis 2007.
| Aller aux résultats d'une élection                                                       |
| ---------------------------------------------------------------------------------------- |
| 1981 • 1985 • 1989 • 1994 • 1998 • 2003 • 2007 • 2008 • 2012 • 2014 • 2016 • 2018 • 2022 |

## Contexte
La circonscription de Verdun était un bastion fort libéral depuis sa création en 1965, comme le reste de la partie ouest de l'île de Montréal, avant que Québec solidaire ne l'emporte en 2022. Jamais un autre parti que le Parti libéral du Québec n'avait remporté cette circonscription. Le Parti québécois était parvenu à réduire l'écart à 547 voix lors de l'élection de 2012. 
Lors de l'élection de 2018, le Parti québécois est relégué à la quatrième place dans la circonscription de Verdun, une première alors que le parti demeurait systématiquement classé en deuxième position sans discontinuer depuis 1970.
La circonscription de Verdun est généralement plus progressiste que le reste de la province :
- Les résultats obtenus par le Parti vert du Québec et Québec solidaire sont systématiquement supérieurs à la moyenne du reste de la province
- À l'inverse, l'ADQ (sauf en 1994) puis la CAQ y enregistrent des résultats inférieurs à la moyenne de la province

### Comparaison entre deux élections charniéres (2014 et 2016)
Isabelle Melançon est élue députée lors de l'élection partielle qui se tient le 5 décembre 2016. Candidate du Parti libéral du Québec, elle est élue avec 35,61 % des voix, un fort recul par rapport à l'élection générale précédente où le candidat libéral avait rassemblé 50,59 % des voix. Les autres partis profitent de cet effritement, notamment Québec solidaire qui double pratiquement son score de 2014 et dépasse la Coalition avenir Québec qui stagne en pourcentage. Le Parti québécois améliore légèrement son score de 2014 sans franchir la barre des 30 % de suffrages.

## Résultats

### Évolution pour les principaux partis
| |
| - Parti libéral - Union nationale (ancien) - Parti québécois - Crédit social (ancien) - Parti égalité (ancien) - Action démocratique (ancien) - Québec solidaire - Coalition avenir - Parti conservateur |

### Résultats détaillés
|                                                                                               | Nom                          | Parti                    | Nombre de voix | %      | Maj. |
| --------------------------------------------------------------------------------------------- | ---------------------------- | ------------------------ | -------------- | ------ | ---- |
|                                                                                               | Alejandra Zaga Mendez        | Québec solidaire         | 9 562          | 30,8 % | 461  |
|                                                                                               | Isabelle Melançon (sortante) | Libéral                  | 9 101          | 29,3 % | -    |
|                                                                                               | Véronique Tremblay           | Coalition avenir         | 7 150          | 23 %   | -    |
|                                                                                               | Claudia Valdivia             | Parti québécois          | 2 591          | 8,3 %  | -    |
|                                                                                               | Lucien Koty                  | Conservateur             | 1 664          | 5,4 %  | -    |
|                                                                                               | Jannie Pellerin              | Vert                     | 542            | 1,7 %  | -    |
|                                                                                               | Scott Kilbride               | Parti canadien du Québec | 301            | 1 %    | -    |
|                                                                                               | Marc-André Milette           | Parti nul                | 65             | 0,2 %  | -    |
|                                                                                               | Alexandre Desmarais          | Climat Québec            | 61             | 0,2 %  | -    |
|                                                                                               | Fernand Deschamps            | Marxiste-léniniste       | 30             | 0,1 %  | -    |
|                                                                                               | Alain Rioux                  | Famille et communautés   | 26             | 0,1 %  | -    |
| Total                                                                                         | Total                        | Total                    | 31 093         | 100 %  |      |
| Le taux de participation lors de l'élection était de 64,5 % et 303 bulletins ont été rejetés. |                              |                          |                |        |      |

|                                                                                               | Nom                          | Parti              | Nombre de voix | %      | Maj.  |
| --------------------------------------------------------------------------------------------- | ---------------------------- | ------------------ | -------------- | ------ | ----- |
|                                                                                               | Isabelle Melançon (sortante) | Libéral            | 11 054         | 35,5 % | 3 597 |
|                                                                                               | Vanessa Roy                  | Québec solidaire   | 7 457          | 24 %   | -     |
|                                                                                               | Nicole Leduc                 | Coalition avenir   | 6 343          | 20,4 % | -     |
|                                                                                               | Constantin Fortier           | Parti québécois    | 3 929          | 12,6 % | -     |
|                                                                                               | Alex Tyrrell                 | Vert               | 1 157          | 3,7 %  | -     |
|                                                                                               | Raphaël Fortin               | NPD Québec         | 717            | 2,3 %  | -     |
|                                                                                               | Yedidya-Eitan Moryoussef     | Conservateur       | 217            | 0,7 %  | -     |
|                                                                                               | Marc-André Milette           | Parti nul          | 151            | 0,5 %  | -     |
|                                                                                               | Hugo Richard                 | Bloc pot           | 76             | 0,2 %  | -     |
|                                                                                               | Eileen Studd                 | Marxiste-léniniste | 29             | 0,1 %  | -     |
| Total                                                                                         | Total                        | Total              | 31 130         | 100 %  |       |
| Le taux de participation lors de l'élection était de 63,2 % et 354 bulletins ont été rejetés. |                              |                    |                |        |       |

|                                                                                               | Nom                 | Parti              | Nombre de voix | %      | Maj.  |
| --------------------------------------------------------------------------------------------- | ------------------- | ------------------ | -------------- | ------ | ----- |
|                                                                                               | Isabelle Melançon   | Libéral            | 5 116          | 35,6 % | 1 216 |
|                                                                                               | Richard Langlais    | Parti québécois    | 3 900          | 27,1 % | -     |
|                                                                                               | Véronique Martineau | Québec solidaire   | 2 669          | 18,6 % | -     |
|                                                                                               | Ginette Marotte     | Coalition avenir   | 1 829          | 12,7 % | -     |
|                                                                                               | David Cox           | Vert               | 615            | 4,3 %  | -     |
|                                                                                               | Frédéric Dénommé    | Option nationale   | 115            | 0,8 %  | -     |
|                                                                                               | David Girard        | Conservateur       | 94             | 0,7 %  | -     |
|                                                                                               | Sébastien Poirier   | Équipe autonomiste | 27             | 0,2 %  | -     |
| Total                                                                                         | Total               | Total              | 14 365         | 100 %  |       |
| Le taux de participation lors de l'élection était de 29,1 % et 138 bulletins ont été rejetés. |                     |                    |                |        |       |

|                                                                                               | Nom                    | Parti              | Nombre de voix | %      | Maj.  |
| --------------------------------------------------------------------------------------------- | ---------------------- | ------------------ | -------------- | ------ | ----- |
|                                                                                               | Jacques Daoust         | Libéral            | 17 172         | 50,6 % | 8 901 |
|                                                                                               | Lorraine Pintal        | Parti québécois    | 8 271          | 24,4 % | -     |
|                                                                                               | Benoit Richer          | Coalition avenir   | 4 151          | 12,2 % | -     |
|                                                                                               | Rosa Pires             | Québec solidaire   | 3 277          | 9,7 %  | -     |
|                                                                                               | Antonin Bergeron-Bossé | Vert               | 713            | 2,1 %  | -     |
|                                                                                               | Julien Longchamp       | Option nationale   | 160            | 0,5 %  | -     |
|                                                                                               | Raynald St-Onge        | Bloc pot           | 157            | 0,5 %  | -     |
|                                                                                               | Eileen Studd           | Marxiste-léniniste | 42             | 0,1 %  | -     |
| Total                                                                                         | Total                  | Total              | 33 943         | 100 %  |       |
| Le taux de participation lors de l'élection était de 70,7 % et 409 bulletins ont été rejetés. |                        |                    |                |        |       |

|                                                                                               | Nom                              | Parti              | Nombre de voix | %      | Maj. |
| --------------------------------------------------------------------------------------------- | -------------------------------- | ------------------ | -------------- | ------ | ---- |
|                                                                                               | Henri-François Gautrin (sortant) | Libéral            | 11 920         | 35,4 % | 547  |
|                                                                                               | Thierry St-Cyr                   | Parti québécois    | 11 373         | 33,8 % | -    |
|                                                                                               | André Besner                     | Coalition avenir   | 6 373          | 18,9 % | -    |
|                                                                                               | Chantale Michaud                 | Québec solidaire   | 2 449          | 7,3 %  | -    |
|                                                                                               | Jeffrey Mackie                   | Vert               | 825            | 2,5 %  | -    |
|                                                                                               | Marc-Antoine Daneau              | Option nationale   | 525            | 1,6 %  | -    |
|                                                                                               | Philippe Refghi                  | Union citoyenne    | 127            | 0,4 %  | -    |
|                                                                                               | Eileen Studd                     | Marxiste-léniniste | 58             | 0,2 %  | -    |
| Total                                                                                         | Total                            | Total              | 33 650         | 100 %  |      |
| Le taux de participation lors de l'élection était de 71,4 % et 389 bulletins ont été rejetés. |                                  |                    |                |        |      |

|                                                                                               | Nom                              | Parti               | Nombre de voix | %      | Maj.  |
| --------------------------------------------------------------------------------------------- | -------------------------------- | ------------------- | -------------- | ------ | ----- |
|                                                                                               | Henri-François Gautrin (sortant) | Libéral             | 11 223         | 47,7 % | 2 909 |
|                                                                                               | Richard Langlais                 | Parti québécois     | 8 314          | 35,3 % | -     |
|                                                                                               | Moscou Côté                      | Action démocratique | 1 411          | 6 %    | -     |
|                                                                                               | Chantale Michaud                 | Québec solidaire    | 1 215          | 5,2 %  | -     |
|                                                                                               | Sébastien Beausoleil             | Vert                | 1 087          | 4,6 %  | -     |
|                                                                                               | Sylvie R. Tremblay               | Indépendant         | 216            | 0,9 %  | -     |
|                                                                                               | Robert Lindblad                  | Indépendant         | 61             | 0,3 %  | -     |
| Total                                                                                         | Total                            | Total               | 23 527         | 100 %  |       |
| Le taux de participation lors de l'élection était de 50,6 % et 310 bulletins ont été rejetés. |                                  |                     |                |        |       |

|                                                                                               | Nom                              | Parti                 | Nombre de voix | %      | Maj.  |
| --------------------------------------------------------------------------------------------- | -------------------------------- | --------------------- | -------------- | ------ | ----- |
|                                                                                               | Henri-François Gautrin (sortant) | Libéral               | 12 204         | 40,9 % | 3 516 |
|                                                                                               | Richard Langlais                 | Parti québécois       | 8 688          | 29,1 % | -     |
|                                                                                               | Sylvie Tremblay                  | Action démocratique   | 5 239          | 17,6 % | -     |
|                                                                                               | Pierre-Yves McSween              | Vert                  | 1 868          | 6,3 %  | -     |
|                                                                                               | David Fennario                   | Québec solidaire      | 1 430          | 4,8 %  | -     |
|                                                                                               | Gilles Noël                      | Démocratie chrétienne | 118            | 0,4 %  | -     |
|                                                                                               | Sala Samghour                    | Bloc pot              | 106            | 0,4 %  | -     |
|                                                                                               | Robert Lindblad                  | Indépendant           | 80             | 0,3 %  | -     |
|                                                                                               | Normand Fournier                 | Marxiste-léniniste    | 74             | 0,2 %  | -     |
| Total                                                                                         | Total                            | Total                 | 29 807         | 100 %  |       |
| Le taux de participation lors de l'élection était de 64,5 % et 302 bulletins ont été rejetés. |                                  |                       |                |        |       |

|                                                                                             | Nom                              | Parti                 | Nombre de voix | %      | Maj.  |
| ------------------------------------------------------------------------------------------- | -------------------------------- | --------------------- | -------------- | ------ | ----- |
|                                                                                             | Henri-François Gautrin (sortant) | Libéral               | 15 185         | 52,5 % | 6 403 |
|                                                                                             | Denis Martel                     | Parti québécois       | 8 782          | 30,4 % | -     |
|                                                                                             | Stéphane Guérin                  | Action démocratique   | 3 269          | 11,3 % | -     |
|                                                                                             | Claude Genest                    | Vert                  | 658            | 2,3 %  | -     |
|                                                                                             | Pascal Durand                    | UFP                   | 368            | 1,3 %  | -     |
|                                                                                             | Vincent Aubry                    | Bloc pot              | 357            | 1,2 %  | -     |
|                                                                                             | Gilles Noël                      | Démocratie chrétienne | 104            | 0,4 %  | -     |
|                                                                                             | Normand Chouinard                | Marxiste-léniniste    | 71             | 0,2 %  | -     |
|                                                                                             | Bernard King                     | Égalité               | 63             | 0,2 %  | -     |
|                                                                                             | Robert Lindblad                  | Indépendant           | 54             | 0,2 %  | -     |
| Total                                                                                       | Total                            | Total                 | 28 911         | 100 %  |       |
| Le taux de participation lors de l'élection était de 63 % et 391 bulletins ont été rejetés. |                                  |                       |                |        |       |

|                                                                                               | Nom                              | Parti                 | Nombre de voix | %      | Maj.  |
| --------------------------------------------------------------------------------------------- | -------------------------------- | --------------------- | -------------- | ------ | ----- |
|                                                                                               | Henri-François Gautrin (sortant) | Libéral               | 17 441         | 52,8 % | 5 771 |
|                                                                                               | Yves Bernard                     | Parti québécois       | 11 670         | 35,3 % | -     |
|                                                                                               | Pascale Perron                   | Action démocratique   | 3 105          | 9,4 %  | -     |
|                                                                                               | Roman Pokorski                   | Bloc pot              | 204            | 0,6 %  | -     |
|                                                                                               | Gilles Bigras                    | Loi naturelle         | 201            | 0,6 %  | -     |
|                                                                                               | Larry Vitas                      | Égalité               | 171            | 0,5 %  | -     |
|                                                                                               | Daniel Pharand                   | Démocratie socialiste | 151            | 0,5 %  | -     |
|                                                                                               | Gilles Noël                      | Sans désignation      | 66             | 0,2 %  | -     |
|                                                                                               | Luz Nelly Valencia               | Communiste            | 51             | 0,2 %  | -     |
| Total                                                                                         | Total                            | Total                 | 33 060         | 100 %  |       |
| Le taux de participation lors de l'élection était de 75,7 % et 377 bulletins ont été rejetés. |                                  |                       |                |        |       |

|                                                                                               | Nom                              | Parti                  | Nombre de voix | %      | Maj.  |
| --------------------------------------------------------------------------------------------- | -------------------------------- | ---------------------- | -------------- | ------ | ----- |
|                                                                                               | Henri-François Gautrin (sortant) | Libéral                | 18 392         | 54,6 % | 6 429 |
|                                                                                               | Richard Holden                   | Parti québécois        | 11 963         | 35,5 % | -     |
|                                                                                               | Alain Magnan                     | Action démocratique    | 2 327          | 6,9 %  | -     |
|                                                                                               | Daniel Pharand                   | NPD Québec             | 368            | 1,1 %  | -     |
|                                                                                               | Deepak Massand                   | Canada !               | 315            | 0,9 %  | -     |
|                                                                                               | Nicola Masucci                   | Loi naturelle          | 167            | 0,5 %  | -     |
|                                                                                               | Frédéric Richard                 | Souveraineté du Québec | 87             | 0,3 %  | -     |
|                                                                                               | Aimé Pinette                     | Développement Québec   | 87             | 0,3 %  | -     |
| Total                                                                                         | Total                            | Total                  | 33 706         | 100 %  |       |
| Le taux de participation lors de l'élection était de 81,9 % et 660 bulletins ont été rejetés. |                                  |                        |                |        |       |

|                                                                                               | Nom                    | Parti              | Nombre de voix | %      | Maj.  |
| --------------------------------------------------------------------------------------------- | ---------------------- | ------------------ | -------------- | ------ | ----- |
|                                                                                               | Henri-François Gautrin | Libéral            | 8 295          | 38,6 % | 1 367 |
|                                                                                               | Maurice Roch           | Parti québécois    | 6 928          | 32,2 % | -     |
|                                                                                               | Roger Mercure          | Égalité            | 4 857          | 22,6 % | -     |
|                                                                                               | Andrew Ferguson        | Vert               | 664            | 3,1 %  | -     |
|                                                                                               | Jean-François Moisan   | NPD Québec         | 387            | 1,8 %  | -     |
|                                                                                               | Raymond Lemay          | Travailleurs       | 266            | 1,2 %  | -     |
|                                                                                               | Claude Brunelle        | Marxiste-léniniste | 106            | 0,5 %  | -     |
| Total                                                                                         | Total                  | Total              | 21 503         | 100 %  |       |
| Le taux de participation lors de l'élection était de 75,3 % et 673 bulletins ont été rejetés. |                        |                    |                |        |       |

|                                                                                               | Nom                    | Parti                        | Nombre de voix | %      | Maj.  |
| --------------------------------------------------------------------------------------------- | ---------------------- | ---------------------------- | -------------- | ------ | ----- |
|                                                                                               | Paul Gobeil            | Libéral                      | 14 860         | 64,3 % | 7 954 |
|                                                                                               | Paul Asselin           | Parti québécois              | 6 906          | 29,9 % | -     |
|                                                                                               | Richard Proulx         | NPD Québec                   | 659            | 2,9 %  | -     |
|                                                                                               | Jacques Leroux         | Progressiste conservateur    | 216            | 0,9 %  | -     |
|                                                                                               | Guy Sauvé              | Parti indépendantiste (2008) | 183            | 0,8 %  | -     |
|                                                                                               | Marie Quintal-Mallette | Union nationale              | 114            | 0,5 %  | -     |
|                                                                                               | Laura Whelton          | Parti humaniste              | 87             | 0,4 %  | -     |
|                                                                                               | Éric Charmettant       | Socialisme chrétien          | 50             | 0,2 %  | -     |
|                                                                                               | Michel Destroismaisons | République du Canada         | 47             | 0,2 %  | -     |
| Total                                                                                         | Total                  | Total                        | 23 122         | 100 %  |       |
| Le taux de participation lors de l'élection était de 73,8 % et 424 bulletins ont été rejetés. |                        |                              |                |        |       |

|                                                                                               | Nom                    | Parti              | Nombre de voix | %      | Maj.  |
| --------------------------------------------------------------------------------------------- | ---------------------- | ------------------ | -------------- | ------ | ----- |
|                                                                                               | Lucien Caron (sortant) | Libéral            | 17 406         | 61,4 % | 7 214 |
|                                                                                               | Fabiola Renaud         | Parti québécois    | 10 192         | 36 %   | -     |
|                                                                                               | Robert Turpin          | Union nationale    | 415            | 1,5 %  | -     |
|                                                                                               | Terry Pye              | Liberté de choix   | 196            | 0,7 %  | -     |
|                                                                                               | Marc Latour            | Communiste ouvrier | 76             | 0,3 %  | -     |
|                                                                                               | Marie Bélanger         | Marxiste-léniniste | 64             | 0,2 %  | -     |
| Total                                                                                         | Total                  | Total              | 28 349         | 100 %  |       |
| Le taux de participation lors de l'élection était de 83,5 % et 317 bulletins ont été rejetés. |                        |                    |                |        |       |

|                                                                                               | Nom                    | Parti                 | Nombre de voix | %      | Maj.  |
| --------------------------------------------------------------------------------------------- | ---------------------- | --------------------- | -------------- | ------ | ----- |
|                                                                                               | Lucien Caron (sortant) | Libéral               | 13 201         | 44,1 % | 3 261 |
|                                                                                               | Yvan Fortin            | Parti québécois       | 9 940          | 33,2 % | -     |
|                                                                                               | Mark A. Wainberg       | Union nationale       | 5 833          | 19,5 % | -     |
|                                                                                               | Rivard Delarosbil      | Ralliement créditiste | 499            | 1,7 %  | -     |
|                                                                                               | Seymour Small          | Alliance démocratique | 315            | 1,1 %  | -     |
|                                                                                               | Robin Gagnon           | Travailleurs          | 150            | 0,5 %  | -     |
| Total                                                                                         | Total                  | Total                 | 29 938         | 100 %  |       |
| Le taux de participation lors de l'élection était de 83,6 % et 717 bulletins ont été rejetés. |                        |                       |                |        |       |